# Барвіно
Барвіно (пол. Barwino, нім. Barvin) — село в Польщі, у гміні Кемпиці Слупського повіту Поморського воєводства.
Населення — 202 особи (2011).
У 1975-1998 роках село належало до Слупського воєводства.

## Демографія
Демографічна структура станом на 31 березня 2011 року:
|          | Загалом | Допрацездатний вік | Працездатний вік | Постпрацездатний вік |
| -------- | ------- | ------------------ | ---------------- | -------------------- |
| Чоловіки | 104     | 21                 | 72               | 11                   |
| Жінки    | 98      | 22                 | 55               | 21                   |
| Разом    | 202     | 43                 | 127              | 32                   |